# Japanska dunja
Japanska dunja  (lat. Chaenomeles japonica) ukrasni je grm bijelih, ružičastih ili crvenih cvjetova. Spada u porodicu Rosaceae. Koristi se u hortikulturi i razvijen je veliki broj kultiviranih odlika ove biljke. Niža je od druge, također često kultivirane Chaenomeles speciosa, te obično naraste do metar visine.
Plod se biljke na japanskom naziva Kusa-boke. Oblika je omanje zlatno žute jabuke, te je jestiv, no vrlo je tvrd i trpak. Povremeno se koristi u pripravi pita i želea kao manje vrijedan nadomjestak za pravu dunju. 
Plodovi sadrže: 14-17 % suhe tvari, 1,2-3,1 % šećera, 0,7-1,3 % pektina, 3,6-7,2 % organskih kiselina, te 45 do 109 mg/100 g vitamina C . Danas postoje i kultivari razvijeni prije svega zbog plodova (sorte "Cido", "Cido Red", "Mir", "Nina", "Gold Calif", "Maksym"). 
Vrijedi spomenuti da su prvi pokušaji korištenja ove biljke kao voćke bili još 1913. u Ukrajini. Često se uzgaja i kao bonsai.

## Podvrste
1. Chaenomeles japonica var. alpina Maxim.
2. Chaenomeles japonica f. tricolor (Parsons & Sons) Rehder

- Cvijet
- Plodovi

## Vanjske poveznice
- PFAF Database Chaenomeles japonica